# 圣法乌斯托-德坎普森特利亚斯
圣法乌斯托-德坎普森特利亚斯，是西班牙加泰罗尼亚巴塞罗那省的一个市镇。总面积13.16平方公里，总人口8539人（2013年），人口密度649人/平方公里。